# Adarrus leisei
Adarrus leisei är en insektsart som beskrevs av Adolf Remane och D'urso 1987. Adarrus leisei ingår i släktet Adarrus och familjen dvärgstritar. Inga underarter finns listade i Catalogue of Life.